# Kutusowo
Kutusowo (russisch Кутузово, deutsch Schirwindt, litauisch Širvinta, polnisch Szyrwinta) ist eine Siedlung (russisch: possjolok) in der russischen Oblast Kaliningrad, die allerdings nur militärischen Zwecken dient. Sie gehört zur kommunalen Selbstverwaltungseinheit Munizipalkreis Krasnosnamensk im Rajon Krasnosnamensk. Es handelt sich dabei um die Ortsstelle der ehemaligen Stadt Schirwindt. Ihre Wahrzeichen waren die doppeltürmige Immanuelkirche und die größte jemals gebaute Windmühle.

## Lage
Die Ortschaft liegt an der Ostgrenze der historischen Region Ostpreußen  am linken Ufer der Scheschuppe, wenig unterhalb der Einmündung des Nebenflusses Schirwindt, etwa 50 km nordöstlich von Gussew (Gumbinnen) und 70 km südöstlich von Sowetsk (Tilsit).  Die Schirwindt und die Scheschuppe unterhalb der Einmündung  bilden hier die Grenze zu Litauen. Gegenüber, am rechten Ufer der Schirwindt, liegt die litauische Kleinstadt Kudirkos Naumiestis (Neustadt). Die nächstgelegene Stadt in der Oblast Kaliningrad ist Nesterow (Stallupönen/Ebenrode) im Südwesten in einer Entfernung von etwa 25 km.

## Zeittafel
- 2500 v. Chr.: Prähistorische Funde zeugen von der Besiedlung.
- 1000 n. Chr.: Schirwindt führt den Namen Svienita = heiliger Ort.
- 1283: Der Machtbereich des Deutschen Ordens erstreckt sich bis Schirwindt.
- 1422: Im Friede vom Melnosee Festlegung der Ostgrenze Ostpreußens, die damit zur zweitältesten Grenze innerhalb Europas wird. Schirwindt wird Grenzort, später östlichste Stadt Preußens und des Deutschen Reiches.
- 1546/49: Bau der ersten Kirche in Schirwindt (abgebrannt 1640 oder 1641).
- 1656: Tatareneinfall, unter anderem auch über Schirwindt und Pillkallen nach Ragnit: schwere Verwüstungen und Gewalttaten.
- 1695–1710: Neubau der Schirwindter Kirche.
- 1709/10: Große Pest (Preußen). Dezimierung der Bevölkerung und Verödung des Landes. Später Ansetzung von Neusiedlern aus dem Deutschen Reichsgebiet durch König Friedrich Wilhelm I. (Preußen)
- 1725: Verleihung der Stadtrechte durch König Friedrich Wilhelm I.
- 1732: Einwanderung der Salzburger Exulanten: 1744 werden in Schirwindt 7 Familien mit 24 Personen registriert.
- 1757–1762: Im Siebenjährigen Krieg steht Ostpreußen unter russischer Herrschaft.
- 1807: Der französische General Michel Ney quartiert sich mit 30.000 Soldaten in Schirwindt ein. Plünderungen. Auflage von 17.000 Talern Kriegssteuern.
- 1813: Ostpreußische Landwehr 1813, viele Kriegsfreiwillige aus Schirwindt.
- 1845: Erster Besuch von Friedrich Wilhelm IV. in Schirwindt. Stiftung einer neuen Kirche.
- 1854: Zweiter Besuch des Königs.
- 1856: Einweihung der 56 m hohen, nach den Plänen Stüiers in Angleichung an den Kölner Dom errichteten Immanuelkirche durch König Friedrich Wilhelm IV.
- 1900/01: Bau der Pillkaller Kleinbahn nach Schirwindt.
- 1914/15: Dreimalige Russeneinfälle mit Plünderungen, Brandschatzungen und vollständiger Zerstörung der Stadt. Starke Beschädigung der Kirche.
- 1916: Der Bremer Kriegshilfsverein übernimmt Patenschaft für den Wiederaufbau Schirwindts.
- 1925: 200-Jahr-Feier der Stadtgründung. Beendigung des geglückten Wiederaufbaus.
- 1944: Nach Bombardierung Räumung der Stadt vor der Roten Armee.
- 1957–1974: Stadt nach der Totalvernichtung nicht wieder aufgebaut. Die Umgebung wird zum großen Truppenübungsplatz. Umbenennung in Kutosowo.[3]

## Geschichte

Schirwindt am Ostrand Ostpreußens (1908)

Das Flüsschen Surwinte (Schirwindt), nach dem die Ortschaft benannt wurde, hatte schon zur Zeit des Deutschordensstaats die Bedeutung eines Grenzflusses.

### Frühe Neuzeit und 19. Jahrhundert
Während der Nordischen Kriege  wurde das preußische Grenzdorf Schirwindt vorübergehend von den Schweden besetzt und von Tataren verwüstet. Die Grenzstadt Schirwindt wurde 1724 vom preußischen König Friedrich Wilhelm I. gegründet  und 1725 erbaut.
Ab 1818 gehörte Schirwindt zum Kreis Pillkallen (1938–1945 Landkreis Schloßberg) im Regierungsbezirk Gumbinnen der Provinz Ostpreußen. Mit der Deutschen Reichsgründung wurde Schirwindt die östlichste Stadt Deutschlands. Mit nur wenig mehr als tausend Einwohnern war sie auch die kleinste Stadt der Provinz.
Schirwindt war durch die schmalspurige Pillkaller Kleinbahn über Grumbkowkeiten (1928–1945 Grumkowsfelde, russisch: Prawdino) mit der Kreisstadt Pillkallen (1938–1945 Schloßberg, russisch: Dobrowolsk) verbunden. Der Grenzübergang hatte vor allem regionale Bedeutung.

### Frühe Neuzeit und 20. Jahrhundert
Am Anfang des 20. Jahrhunderts hatte die Stadt eine gotische evangelische Kirche, eine Synagoge, eine Reichsbanknebenstelle, ein Nebenzollamt, einen Betrieb für Flachsverarbeitung sowie Flachs- und Getreidehandel.
Der Erste Weltkrieg brachte der Stadt – wie der litauischen Neustadt – schwere Not. Nach der Schlacht bei Gumbinnen flüchteten die Bewohner vor den vorrückenden russischen Truppen. Diese plünderten die Stadt und brannten sie anschließend nieder. Verschont blieben nur die Kirche, zwei Wirtschaftsgebäude und zwei Wohnhäuser. Man wollte Schirwindt an anderer Stelle aufbauen und die Trümmer als ein Denkmal der Russenzeit erhalten. Unter dem Vorsitzenden Leopold Biermann sorgte der Kriegshilfsverein Bremen für Schirwindt (Ostpreußen) e. V. für den raschen Wiederaufbau der „toten Stadt“. Kurt Frick war der verantwortliche Architekt. Wegen ihrer Abgelegenheit wuchs die Stadt in den Folgejahren jedoch nur unwesentlich.
Im Jahr 1945 gehörte die Stadt Schirwindt zum Landkreis Schloßberg im Regierungsbezirk Gumbinnen des Deutschen Reichs.
Der Zweite Weltkrieg brachte die neuerliche Zerstörung der Stadt. Bereits im Oktober 1944 wurde Schirwindt als erste deutsche Stadt durch die Rote Armee erobert, die hier erstmals das Deutsche Reich erreichte. Anders als Pillkallen und Goldap wurde Schirwindt von der Wehrmacht nicht zurückerobert.
Nachdem Schirwindt im Sommer 1945 unter sowjetische Verwaltung gekommen war, wurde das Stadtrecht entzogen. Für Schirwindt wurde 1947 die Ortsbezeichnung Kutusowo eingeführt, benannt nach dem russischen General Michail Illarionowitsch Kutusow, gleichzeitig wurde der Ort in den Dorfsowjet Pobedinski selski Sowet im Rajon Krasnosnamensk eingeordnet, jedoch 1978 aus dem Ortsregister gestrichen. Er war damit auch offiziell nur noch ein Militärposten. Durch einen Beschluss der Oblastduma vom 22. Mai 1997 bekam Kutusowo wieder den Status einer Siedlung und gehörte dem Dorfbezirk Dobrowolski selski okrug an. Von 2008 bis 2015 gehörte Kutusowo zur Landgemeinde Dobrowolskoje selskoje posselenije, von 2016 bis 2021  zum Stadtkreis Krasnosnamensk und seither zum Munizipalkreis Krasnosnamensk.
Nur ein Teil der alten Schule ist noch erhalten und dient als Kaserne für die Grenzsoldaten. Von der Immanuelkirche ist noch das Fundament zu erkennen.

### Bevölkerungsentwicklung
| Jahr | Einwohner | Anmerkungen                                             |
| ---- | --------- | ------------------------------------------------------- |
| 1782 | 1230      | ohne die Garnison (eine Schwadron Husaren)              |
| 1802 | 1331      | [ 14 ]                                                  |
| 1810 | 1208      | [ 14 ]                                                  |
| 1816 | 1139      | davon 1109 Evangelische und 30 Katholiken (keine Juden) |
| 1821 | 1078      | [ 14 ]                                                  |
| 1831 | 1075      | [ 8 ]                                                   |
| 1905 | 1302      | meist Evangelische                                      |
| 1933 | 1179      | [ 15 ]                                                  |
| 1939 | 1090      | [ 15 ]                                                  |
| 1984 | ~ 10      | [ 16 ]                                                  |
| 2002 | 018       | [ 17 ]                                                  |
| 2010 | 0         | [ 18 ]                                                  |
| 2021 | 0         | [ 19 ]                                                  |

### Wappen

Schirwindts Wappen

Bis 1945 war Schirwindt diejenige deutsche Stadt, die den Sonnenaufgang zuerst erlebte. Er liegt um 31 Minuten vor der Mitteleuropäischen Zeit. An ihn erinnert das Wappen, das Friedrich Wilhelm IV. am 3. August 1846 der Stadt verlieh. Es zeigt die aufgehende Sonne im blauen Hintergrund eines offenen, mit Zinnen gezierten Tores, ihre Strahlen durch dasselbe und gleichsam in die Stadt hineinwerfend. Über ihr schwebt unter einem gotischen Spitzbogen und dem herabhängenden eisernen Fallgitter der ausgebreitete alte preußische Adler, geziert mit Krone, goldenen Waffen und Kleestängeln. Auf der Brust trägt er das königliche Monogramm F.R.. Die rechte Kralle hält das Zepter, die linke den Reichsapfel. Über dem Schild ruht eine silberne Mauerkrone mit drei Zinnen.

### Amtsbezirk Schirwindt (1874–1945)
Der Amtsbezirk Schirwindt wurde 1874 im Kreis Pillkallen eingerichtet. Ihm gehörten zunächst zwölf Landgemeinden (LG) und drei Gutsbezirke (GB) an.
| Name                                | Änderungsname von 1938 | Russischer Name nach 1945 | Bemerkungen                                  |
| ----------------------------------- | ---------------------- | ------------------------- | -------------------------------------------- |
| Augstupönen (LG)                    | Hochweiler (Ostpr.)    |                           |                                              |
| Baltruschen (LG)                    | Sorgenfelde            |                           |                                              |
| Birkenfelde (LG)                    |                        |                           |                                              |
| Dwarischken (GB)                    | Löbelshorst            |                           | 1928 zur LG Schilleningken                   |
| Gettkanten (LG)                     |                        |                           |                                              |
| Goberischken (LG)                   | Goben                  |                           |                                              |
| Jodupönen (LG)                      | Naßfelde               |                           |                                              |
| Maurutschatschen (LG)               | Grenzfelde (1928)      |                           |                                              |
| Paplienen (LG) Ksp. Schirwindt      | Moormühle              |                           |                                              |
| Parschen (LG)                       |                        |                           |                                              |
| Paszuiszen (LG)                     |                        |                           | 1923 zur LG Baltruschen                      |
| Samelucken (GB)                     |                        |                           | 1928 zur LG Grenzfelde (ex Maurutschatschen) |
| Schilleningken (LG) Ksp. Schirwindt | Ostdorf (Ostpr.)       |                           |                                              |
| Warupönen (LG)                      | Lindenhof (1928)       | Fjodorowka                |                                              |
| Warupönen (GB)                      |                        |                           | 1928 zur LG Warupönen                        |

1935 wurden die Landgemeinden in Gemeinden umbenannt. Im Oktober 1944 umfasste der Amtsbezirk Schirwindt die elf Gemeinden Birkenfelde, Gettkanten, Goben, Grenzfelde, Hochweiler (Ostpr.), Lindenhof, Moormühle, Naßfelde, Ostdorf (Ostpr.), Parschen und Sorgenfelde. Diese sind alle verlassen.

## Schirwindter Kirche

### Kirchengebäude
Nach Aufzeichnungen von Pfarrer Färber und Studienassessor Weber
Als 1525 Albrecht von Preußen zum evangelischen Glauben übergetreten war, erließ er einen Befehl, dass überall, wo es angängig wäre, evangelische Kirchen gebaut werden sollten. In Schirwindt, dem am weitesten nach Osten vorgeschobenen Punkte, wurde im Jahre 1546 mit dem Kirchenbau begonnen. 1559 stand es fertig da, ein kleines Kirchlein, auf dem späteren Schulplatz. Armselig mag es gewesen sein, aus dem einfachsten Material aufgeführt, im Innern notdürftig ausgestattet mit Altar, Kanzel und einer Nebenkanzel für die Tolken, die die Predigt des Pfarrers Satz für Satz während des Gottesdienstes ins Litauische zu übersetzen hatten, eine Einrichtung, die der Feierlichkeit des Gottesdienstes sicherlich viel Abbruch tat. 1640 oder 1641 wurde dieses erste Kirchlein durch eine Feuersbrunst zerstört.
1688 wird vom Kurfürsten das Bauholz angewiesen, 1695 endlich mit dem Bau der Kirche begonnen. Die Gelder reichten bei weitem nicht aus, und die Kirche wurde erst im Jahre 1710 vollendet, nachdem vorher der König eine Kollekte für das ganze Herzogtum Preußen für den Bau der Kirche hatte ausschreiben lassen. Von 1753 ab beginnen auch größere Reparaturen und Ausbesserungen an der Kirche, die 1817 sogar zur Abtragung des Turmes und 1818 zum Aufbau eines neuen Turmes führten. 1845 war die Kirche mit Holzpfeilern gestützt, ein Bild des Verfalls, eine Widerspiegelung der Armut des Schirwindter Kirchspiels.

#### Friedrich Wilhelm IV.
Infolge des Notstandsjahres in Ostpreußen 1844 besuchte König Friedrich Wilhelm IV. die heimgesuchte Provinz und kündigte seinen Besuch für den 7. und 8. Juni 1845 in Schirwindt an. Groß war der Jubel der Stadt, festlich wurden alle Straßen geschmückt. Auch die Dörfer, durch die der König kommen musste, hatten ein festliches Gewand angelegt. Bei der Begrüßung durch die städtischen Behörden überreichte der Bürgermeister Kurschat eine Bittschrift, die sich u. a. auch auf eine Beihilfe zum Neubau der Kirche richtete. Die Botschaft las der König sofort aufmerksam durch und verhieß seine Entscheidung für den nächsten Tag. Während der königlichen Tafel im Biernbrothschen Hause (später Apotheke) erkundigte sich der König bei Pfarrer und Bürgermeister angelegentlichst nach den Verhältnissen der Stadt und Kirche. Noch am Abend des 7. Juni wanderte Friedrich Wilhelm IV. mit dem Rittmeister von Plehwe durch eine Hinterpforte auf das Feld, kam dann durch die Gerichtsstraße auf den Markt, wurde dort umjubelt von der Menschenmenge und ließ sich vom Pfarrer Kiesewetter die sehr baufällige Kirche zeigen. Schon unterwegs hatte er zu seinem Gefolge geäußert, als er sah, dass die große Kirche, die er von weitem gesehen, nicht in Schirwindt, sondern in Neustadt stand:

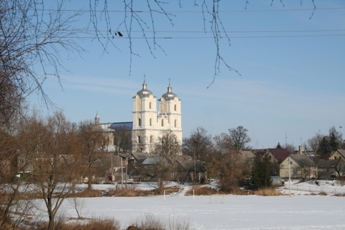
Katholische Kirche in Vladislavovas (Neustadt)

„Habe ich im Westen den Katholiken einen Dom erbaut, so will ich Im Osten hier den Evangelischen einen Dom erbauen, der ebenso stolz nach Rußland hineinragt wie die katholische Kirche von drüben hierher.“

Am nächsten Morgen durcheilte die Stadt die frohe Kunde, der König habe den Neubau der Kirche auf Staatskosten genehmigt. Und wirklich trug er in die Stadtchronik die denkwürdigen Worte ein:

„Zum Andenken an Meinen Aufenthalt in dieser Stadt habe Ich den Neubau der schadhaften Pfarrkirche genehmigt und werde Mich sehr freuen, dieselbe einst vollendet zu besuchen.“

Freude im Herzen, dankten Pfarrer und Bürgermeister ihm für diesen Entschluss. Fröhlichen Herzens gaben die Schirwindter dem Landesherrn bei seiner Abfahrt das Geleit.

#### Bau
Wenige Tage später wurde der Stadt vom Oberpräsidenten mitgeteilt, dass der König den Bau der Kirche auf eigene Kosten übernommen habe. Erst am 3. August 1850 konnte die Grundsteinlegung feierlich begangen werden. Da die Fundamentsteine aber noch immer nicht rechtzeitig herangeschafft werden konnten, musste kurz nach der Grundsteinlegung der Bau unterbrochen werden. Erst im Juni 1851 ging man wieder energischer an den Bau heran. Von nun an ging es rüstig vorwärts, so dass am 17. Juni 1854, beim zweiten Besuch des Königs, der Bau schon ziemlich fortgeschritten war. Anlässlich des dritten Besuchs des Königs am 13. und 14. September 1856 konnte am 14. September die feierliche Weihe und ihre Übergabe an die Gemeinde stattfinden.

#### Immanuelkirche

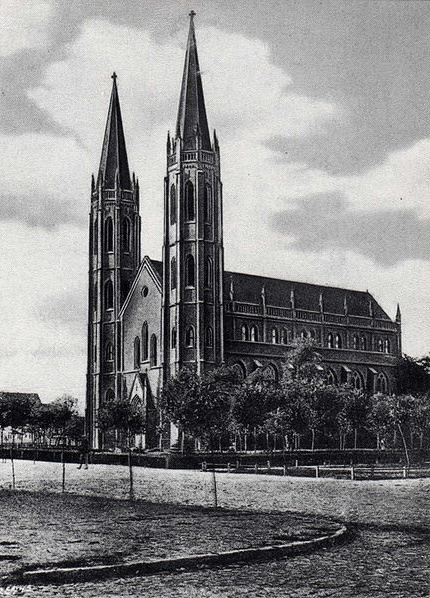
Immanuelkirche

Schon am 12. September kamen Gäste von weit her, ihren König zu sehen und der Weihestunde beizuwohnen. Zwei Ehrenpforten, eine am Westende der Stadt, am Ausgang der Pillkaller Straße, und eine am Ende der Augustpöner Straße waren errichtet. Am 14. September um 8 Uhr morgens kam der König hier an und stieg im Blumschen Hause (Apotheke) ab. Inzwischen hatte die Abschiedsfeier in der alten Kirche stattgefunden, und die heiligen Geräte waren in die Pfarre gebracht worden. Von dort aus setzte sich der feierliche Zug nach der Kirche unter Glockengeläut in Bewegung und stellte sich vor der Kirche auf. Den vergoldeten Kirchenschlüssel übergab auf einem Kissen von weißem Atlas mit schwarzen Säumen der Regierungsbaurat Gerhardt dem König. Von diesem empfing ihn der Generalsuperintendent, der ihn dem Ortspfarrer Mertineit übergab. Während des Festgottesdienstes war die Kirche bis auf den letzten Stehplatz gefüllt. In der Weiherede wurde dem neu erstandenen Gotteshaus der Name Immanuelkirche (Immanuel = „Gott mit uns“) auf Wunsch des Königs beigelegt. Die Predigt des Ortsgeistlichen beschloss den Gottesdienst, der von Gesangsvorträgen des Lehrerseminars Caralene umrahmt war. Nach dem Gottesdienst, der auf alle – auch die des katholischen und mosaischen Glaubens – einen gewaltigen Eindruck gemacht hatte, war Mittagstafel im Blumschen Hause. Kurz darauf bestieg der König den Wagen. Nach einer Abschiedsansprache des Bürgermeisters ging es unter begeisterten Hochrufen durch die dichtgedrängte Menge hindurch, hinaus aus Schirwindt.

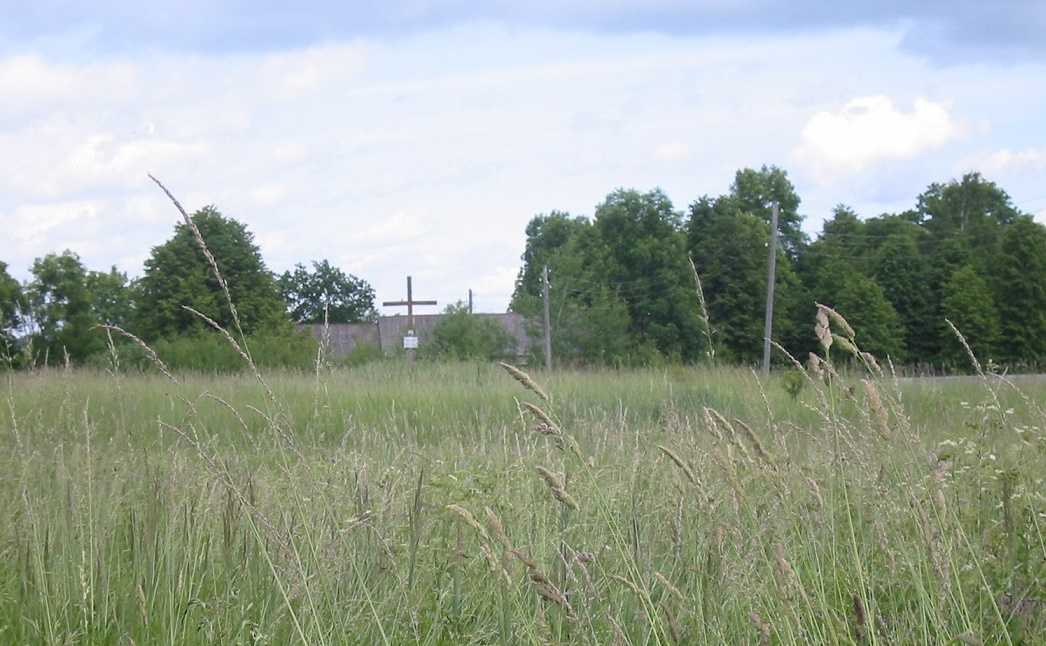
Erinnerungskreuz für die Immanuelkirche in Schirwindt (2005)

Die Immanuelkirche, die als ein Hort des evangelischen Glaubens so eindrucksvoll an der östlichsten Stelle des Deutschen Reiches steht, wurde durch den Ersten Weltkrieg teilweise zerstört, ihr Wiederaufbau konnte jedoch nach dem Krieg vollendet werden. Sie wurde am Pfingstsonntag (31. Mai) 1925 durch Generalsuperintendent Paul Gennrich neu geweiht und zur 200-Jahr-Feier der Stadt am 7. Juni 1925 mit einem Festgottesdienst eröffnet. Umgeben von einem schönen, schattigen Kirchgarten bildete die Kirche den eindrucksvollen Mittelpunkt der Stadt und ihrer Kirchengemeinde. Die beiden 56 m hohen Türme waren von weither zu sehen und bekundeten den bedeutungsvollen Standort der Stadt an der deutsch-litauischen Landesgrenze.

### Kirchengemeinde
Vor 1945 lebte eine überwiegend evangelische Bevölkerung in Schirwindt. Das Kirchspiel, das früher in die Inspektion Ragnit (heute russisch: Neman) eingegliedert war, gehörte bis 1945 zum Kirchenkreis Pillkallen (1938–1946 Schloßberg, heute russisch: Dobrowolsk) in der Kirchenprovinz Ostpreußen der Kirche der Altpreußischen Union.
Heute ist die nächste evangelische Gemeinde die in Babuschkino (Groß Degesen) in der Propstei Kaliningrad der Evangelisch-Lutherischen Kirche Europäisches Russland (ELKER). Das Pfarramt ist das der Salzburger Kirche in Gussew.

#### Kirchspielorte
Zum weitflächigen Kirchspiel der Schirwindter Kirche gehörten bis 1945 42 Dörfer, Ortschaften und Wohnplätze (Der * kennzeichnet einen Schulort):
| Name                                | Änderungsname 1938 bis 1946 | Russischer Name |                                   | Name              | Änderungsname 1938 bis 1946 | Russischer Name |
| ----------------------------------- | --------------------------- | --------------- | --------------------------------- | ----------------- | --------------------------- | --------------- |
| Augstupönen                         | Hochweiler (Ostpr.)         |                 |                                   | Klein Königsbruch |                             |                 |
| Baltruschen                         | Sorgenfelde                 |                 | Klein Kubinehlen                  |                   |                             |                 |
| Baragehlen                          | Hauptmannsdorf              |                 | *Kummetschen                      | Fichtenhöhe       |                             |                 |
| Barsden                             |                             |                 | Maurutschatschen                  | Grenzfelde        |                             |                 |
| Berszeningken 1928–38: Berßeningken | Fichtenhöhe                 |                 | Neuhof                            |                   |                             |                 |
| Birkenfelde                         |                             |                 | Nowischken                        | Brämerhusen       | Beregowoje                  |                 |
| *Budupönen                          | Moosbach (Ostpr.)           | Owraschkino     | Paplienen                         | Moormühle         |                             |                 |
| *Daynen                             | Deinen                      |                 | Parschen                          |                   |                             |                 |
| Doristhal                           |                             | Rasino          | Paschillballen                    |                   |                             |                 |
| Dwarischken                         | Löbelshorst                 |                 | Paszuiszen ab 1923: Paßuißen      |                   |                             |                 |
| Eichenfelde                         |                             |                 | *Pieragen                         | Nicklashagen      |                             |                 |
| Gettkanten                          |                             |                 | Samelucken                        | Grenzfelde        |                             |                 |
| *Goberischken                       | Gobern                      |                 | *Schilleningken                   | Ostdorf (Ostpr.)  |                             |                 |
| Groß Königsbruch                    |                             |                 | *Schirwindt                       |                   | Kutusowo                    |                 |
| Jodupönen                           | Naßfelde                    |                 | Schönbruch                        |                   |                             |                 |
| Jodzahlen                           | Herbstfelde                 |                 | *Szimkuhnen 1936–38: Schimkuhnen  | Schwarzenberge    |                             |                 |
| Jodzuhnen 1936–38: Jodschuhnen      | Jodungen                    |                 | Urbantatschen                     | Urbanshöhe        |                             |                 |
| Kaptainischken                      | Hauptmannsdorf              |                 | Vielemühe                         |                   |                             |                 |
| Kaunohnen                           | Marderfelde                 |                 | Warupönen                         | Lindenhof         | Fjodorowka                  |                 |
| *Kermuschienen                      | Ladmannsfelde               |                 | Wöszupchen 1936–38: Wöschupchen   | Auengrund         |                             |                 |
| Kischen                             | Zweihuben                   |                 | Wöszupöhlen 1936–38: Wöschupöhlen | Wöschen           |                             |                 |

#### Pfarrer
Von der Reformation bis zur Flucht und Vertreibung Deutscher aus Mittel- und Osteuropa 1945–1950 amtierten 29 Pfarrer in Schirwindt:
- NN, ab 1549
- Thomas Gedkandt (Gettkandt), 1553–1563
- Thomas Gidrantes[27], 1563
- Johann Höpner, 1572–1581
- Johann Gettkandt, bis 1592
- Johann Lademann, 1623
- Jacob Seidler, um 1662
- Johann Sperber, 1662–1666
- Daniel Renn, 1666–1696
- Johann Schultz, 1696–1724[A 3]
- Caspar Langowski, 1724–1728
- Erhardt Wolff, 1729–1731
- Wlochatius[27], 1731
- George Lisiewsky, 1732–1734
- Gerhard Ludwig Mühlenkampf, 1734–1736
- Jacob Friedrich Naugardt, 1737–1751
- Ephraim Friedrich Meißner, 1752–1803
- Johann Samuel Müller, 1803–1817
- Christian Wilhelm Trosien, 1817–1832
- Johann Wilhelm Ferdinand Kiesewetter, 1832–1853
- August Eduard Mertineit, 1853–1858[A 4]
- Leopold Otto Loebell, 1858–1882[A 4]
- Hermann Moritz Wilhelm Lau, 1883–1885
- Theodor Alfred Färber, 1887–1926[A 4]
- Werner Siegfried F. von Vultejus, ab 1894
- Karl Maximilian Uckermark, 1895
- Rudolf Bernhard Grunwald, ab 1897
- Bernhard Herford, 1899–1907
- Gerhard Ruhmland, 1926–1933
- Johannes Henschel, 1933–1940[A 5]
- Horst Sturm, 1942–1943 (gefallen)
- Guhl[27]
- Hüber[27]

## Söhne der Stadt
- Egbert Braatz (1849–1942), Chirurg
- Ottomar Cludius (1850–1910), Philologe
- Arthur Milchhoefer (1852–1903), Klassischer Archäologe

## Militär

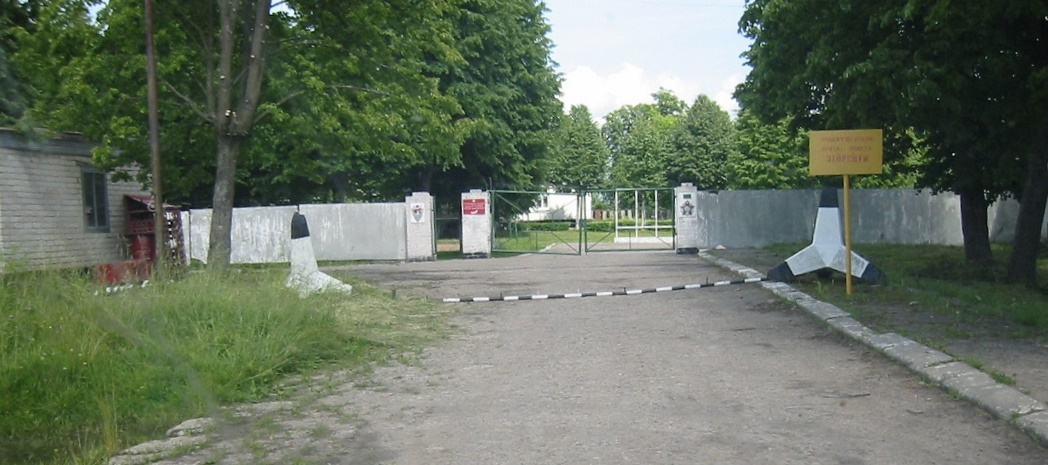
Eingangstor zur verbotenen Stadt in Kutosowo (2005)

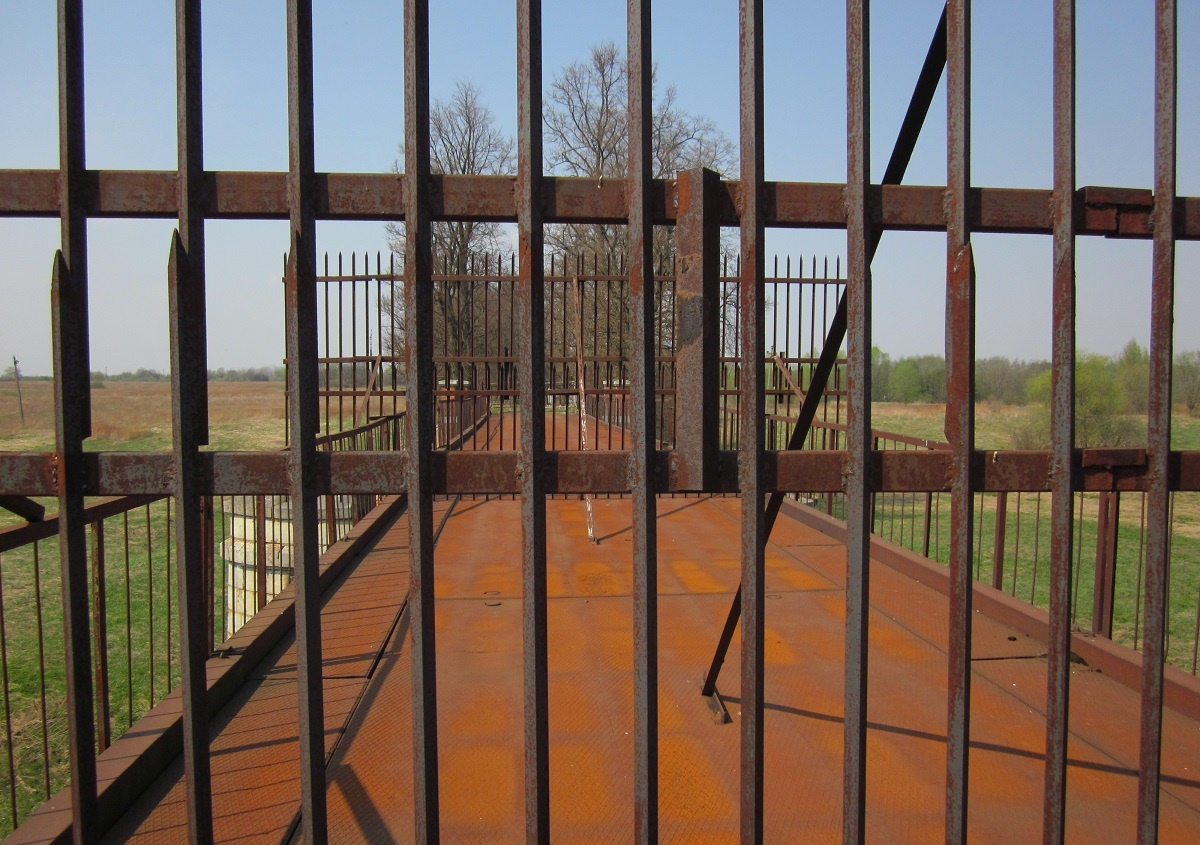
Grenzbrücke über den Fluss Schirwindt zwischen Kudirkos Naumiestis und Kutusowo (2011)

Was die Deutschen 1944 zurückließen, waren vor allem Geschützstände.

„Die Eisenbetonwände sind 2,5 bis 3 Meter dick. Einzelne Stände waren mit beweglichen Geschütztürmen versehen, die ein Rundumfeuer erlaubten. In der Umgebung der von unseren Truppen eingenommenen Stadt Schirwindt befand sich ein Geschützstand aus drei Etagen, in denen eine Garnison von 69 Soldaten untergebracht war. Diese kleine Festung besaß einen eigenen Brunnen für Trinkwasser.“

Um Kutusowo liegt ein Truppenübungsplatz, den die Streitkräfte Russlands nicht mehr nutzen. Zur Kampfmittelbeseitigung soll ein Vertrag mit der NATO geschlossen worden sein. Der russische Historiker Gennadi Kretinin (* 1948) erinnert sich an den Truppenübungsplatz:

„Seine Fläche maß 20 mal 40 Kilometer, er war der größte seiner Art in der Sowjetunion. Hier fanden Militärübungen des Warschauer Paktes statt. Bis 1985 durften Deutsche nicht hierher kommen, ausgenommen der DDR-Verteidigungsminister, der bei einem Manöver Gast war.“

## Erinnerung

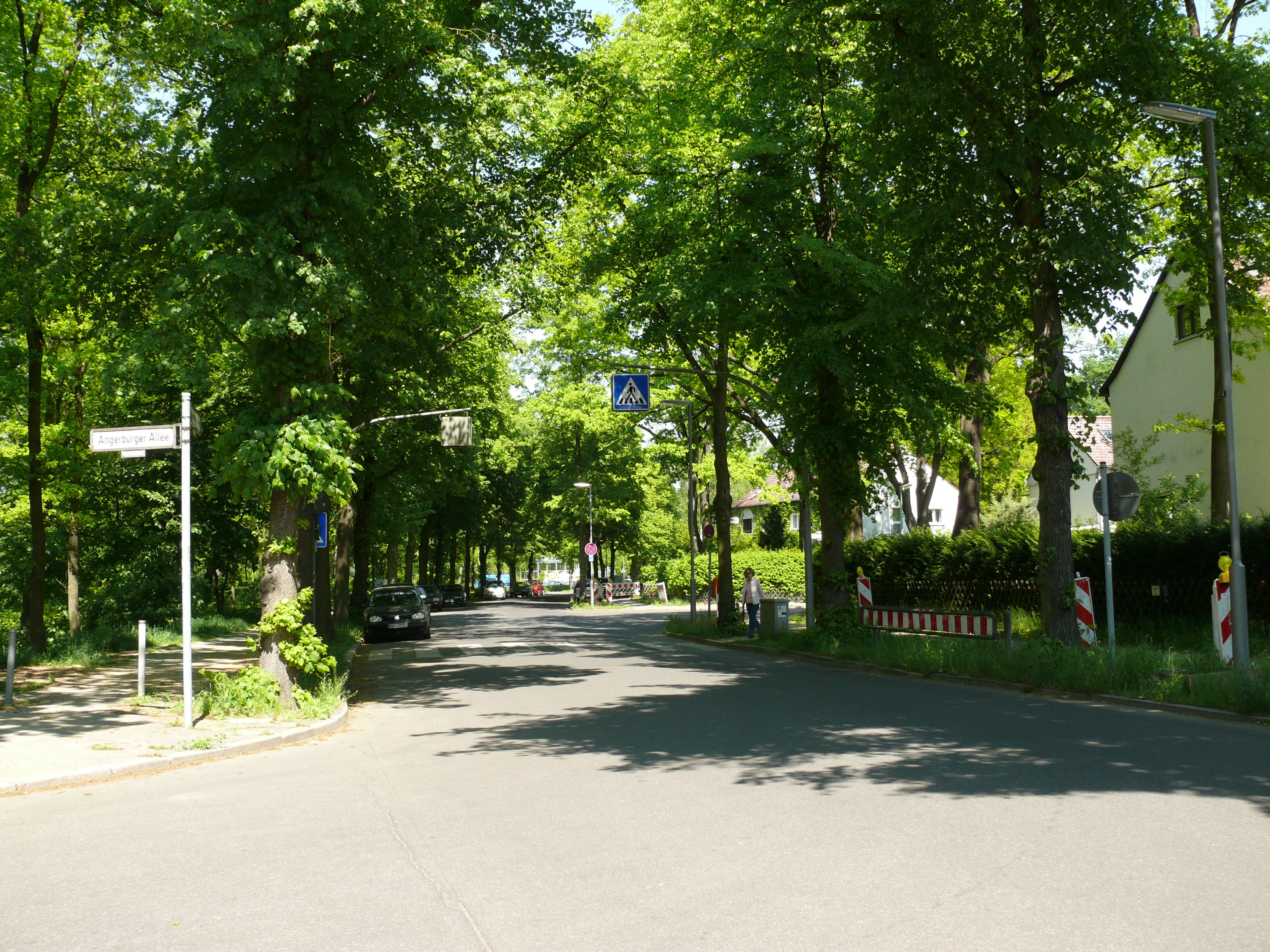
Die Schirwindter Allee in Berlin-Westend

Zur 200-Jahr-Feier Schirwindts (1925) wurde in Berlin-Westend (Bezirk Charlottenburg-Wilmersdorf) die Berliner Allee in Schirwindter Allee umbenannt. Sie führte ihren Namen nach der östlichsten Stadt des Deutschen Reiches. Auch in Bremen und Winsen (Luhe) tragen noch heute Straßen den Namen Schirwindts. Aus Dankbarkeit für die Bremer Wiederaufbauhilfe wurde die Brückenstraße (zur Südseite der Immanuelkirche) 1925 nach Leopold Biermann benannt.
In den ersten Nachkriegsmonaten sammelten die Litauer in Schirwindt „herrenlose Güter“, Baumaterialien und anderes. Daraus machte Antanas Spranajtis ein kleines „Schirwindt-Museum“ in Kudirkos Naumiestis. Zur Erinnerung an die Immanuelkirche errichtete er mit Jean Charles Montigny und russischen Grenzsoldaten 1999 ein Holzkreuz auf der Grundfläche in Höhe der Kanzel.
Das Ausmaß von Schirwindts Zerstörungen im Ersten Weltkrieg wurde vom russischen Lyriker Nikolai Stepanowitsch Gumiljow beschrieben. Die Auslöschung der Stadt 30 Jahre später hat bislang keinen literarischen Niederschlag gefunden. Der russische Schauspieler und Regisseur Alexander Anatoljewitsch Schirwindt wollte die Stadt wieder aufbauen.
Mit Hilfe russischer Soldaten wurde im Oktober 2000 das erste deutschsprachige Ortsschild im jetzt russischen Teil Ostpreußens aufgestellt: